# Эльвира Рамирес
Эльви́ра Рами́рес (исп. Elvira Ramírez) (около 935—не ранее 975/около 986) — единственная дочь короля Рамиро II, в малолетство своего племянника Рамиро III — регент королевства Леон (966—975).

## Биография

### Начало регентства
Ещё в молодости Эльвира Рамирес стала монахиней монастыря Сан-Сальвадор в Леоне. Когда в 966 году её брат, король Санчо I Толстый, был убит и на престол был возведён его пятилетний сын Рамиро III, Эльвира, вместе с матерью нового короля, Терезой Ансурес, стали регентами при несовершеннолетнем короле. При этом Эльвира Рамирес в регентском совете имела больше влияния, чем Тереза, которая вскоре также стала монахиней. В своём управлении королевством Эльвира опиралась на католическое духовенство и хорошие связи с королевской семьёй Наварры.
Сразу же после прихода к власти, Эльвире Рамирес пришлось противостоять оппозиции среди знати королевства. Вступление на престол Рамиро III не признали владетели Португалии и большая часть графов Галисии, которые ещё ранее неоднократно восставали против короля Санчо I. Местная знать поддерживала кандидатом на престол воспитывавшегося в этих землях Бермудо, сына короля Ордоньо III. Наиболее видными сторонниками нового короля были галисийский граф Родриго Веласкес, граф Монсона Фернандо Ансурес и граф Сальдании Гомес Диас. Граф Кастилии Фернан Гонсалес соблюдал нейтралитет. Таким образом под властью Эльвиры Рамирес оказались лишь центральные и восточные области королевства. Только благодаря поддержке, оказанной правительнице её родственником, королём Наварры Гарсией I Санчесом, ей удалось сохранить престол за Рамиро III.
Желая поднять авторитет королевской власти, Эльвира Рамирес восстановила старинный титул монархов христианской Испании — император — который применяли короли вестготов, а затем некоторые из правителей королевства Астурия. В ряде документов к имени короля Рамиро прибавлялось императорское имя Флавий (Flavio). Сама Эльвира, несмотря на то, что была монахиней, употребляла титул королева и в некоторых случаях императрица (basileo). Однако это восстановление имперских традиций не помогло ей усилить свою власть в тех регионах королевства, где были сильны позиции мятежной знати.

### Нападение викингов на Галисию
В первые же годы регентства Эльвира Рамирес столкнулась с серьёзной угрозой для королевства: в 968 году на побережье Галисии высадилось большое войско викингов во главе с Гундредом. Разбив местное ополчение в бою под Форнелосом, норманны стали опустошать близлежащие земли. Эльвира Рамирес не оказала галисийцам никакой военной помощи, только безрезультатно попытавшись направить на борьбу с викингами пользовавшегося её доверием Росендо. Это позволило норманнам в течение трёх лет беспрепятственно грабить земли Галисии и захватить в это время восемнадцать городов.
Только в 971 году одному из графов самостоятельно удалось организовать сопротивление викингам, разбить их в сражении и изгнать из страны. Бездействие правительницы во время нападения норманнов ещё больше снизил её популярность среди королевских вассалов.

### Отношения с Кордовским халифатом
Одной из главных задач правления Эльвиры Рамирес было поддерживание мирных отношений с Кордовским халифатом, в последние годы правления короля Санчо I нанёсшего несколько поражений леонцам и их союзникам. В самом начале своего правления Эльвира направило посольство в Кордову, которое подтвердило мирный договор, заключённый Санчо I с халифом ал-Хакамом II. Ещё два посольства ко двору халифа были направлены в 971 и 973 годах.
Одновременно Кордову посещали посольства и от других христианских правителей Пиренейского полуострова — короля Наварры Санчо II Абарки и графа Барселоны Борреля II. Однако в это же время ал-Хакама II посещали и посольства вассалов короля Леона, которые при этом вели с халифом переговоры как представители правителей, независимых от Рамиро III. Среди таких были послы не только от врагов короля, графов Португалии и Галисии, но и от его сторонников, графов онсона, Сальдании и Кастилии (будущий граф Гарсия Фернандес лично приезжал в Кордову). Все они старались заручиться поддержкой халифа на случай обострения их отношений с королевским двором. Пытаясь избежать открытого мятежа вассалов, Эльвира Рамирес раздавала им щедрые земельные и денежные подарки, истощая тем самым королевскую казну.

### Война с маврами
Ситуация изменилась в конце лета 974 года, когда в христианской Испании стало известно о тяжёлой болезни халифа ал-Хакама II и о том, что Кордовский халифат ведёт в своих африканских владениях войну с Фатимидами. Решив воспользоваться ситуацией, граф Кастилии Гарсия Фернандес, заручившись поддержкой Эльвиры Рамирес, разорвал мир с маврами, в сентябре этого года напал на их владения и разорил некоторые приграничные области.
В апреле 975 года Гарсия Фернандес осадил хорошо укреплённую мусульманскую крепость Гормас, находящуюся вблизи принадлежавшего ему города Сан-Эстебан-де-Гормас. Против него ал-Хакамом II был направлен один из лучших военачальников халифата, Галиб аль-Насири, только что успешно завершивший войну в Ифрикии. Первое столкновение войск мавров и христиан не выявило победителя. Галиб отошёл за близлежащую реку, а граф Кастилии продолжил осаду. В лагерь христиан с подкреплениями прибыли Эльвира Рамирес и Рамиро III, король Наварры Санчо II Абарка, графы Мансона и Сальдании. Общая численность войска христиан, по свидетельству средневековых хроник, достигла 60 000 воинов. Мавры так же получили подкрепления. 18 июня войско христиан предприняло попытку штурма крепости Гормас, но было отбито, понеся тяжёлые потери. Одновременно Галиб аль-Насири ударил по лагерю христиан и нанёс им новое поражение. Потеряв значительную часть войска, христианские правители были вынуждены снять осаду, разделили войско и двинулись каждый в свои владения, но при отступлении они вновь были разбиты: Галиб нанёс при Ланге поражение графу Кастилии, а вали Сарагосы разбил короля Наварры.

### Завершение регентства Эльвиры Рамирес
Сражение при Сан-Эстебан-де-Гормасе стало последним по времени событием, в котором Эльвира Рамирес упоминалась как регент. Больше в официальных документах королевства Леон её имя не фигурирует. Предполагается, что часть знати, выступавшая против правления регента-женщины, но лояльно настроенная к Рамиро III, сумела отстранить Эльвиру от власти и та снова удалилась в монастырь. По некоторым свидетельствам хроник, единоличным регентом стала мать Рамиро, Тереза Ансурес.
Совершеннолетие, которого король Рамиро достиг в следующем году, передало в его руки всю полноту власти в королевстве. Из-за отсутствия имени Эльвиры Рамирес в позднейших документах, некоторые историки считают, что она могла погибнуть при отступлении войска христиан из-под Гормаса; другие считают, что она умерла около 986 года.
Средневековые историки (Сампиро и Пелайо из Овьедо) благожелательно высказываются в отношении Эльвиры Рамирес, особо отмечая её целомудренность, благоразумие и заботу о благе короля Рамиро III.